# Bulbophyllum trifarium
Bulbophyllum trifarium är en orkidéart som beskrevs av Robert Allen Rolfe. Bulbophyllum trifarium ingår i släktet Bulbophyllum och familjen orkidéer. Inga underarter finns listade i Catalogue of Life.